# Бигово
Би́гово (или Би́гова) — небольшой посёлок в Черногории на берегу Адриатического моря, недалеко от Которского залива. Расположен в Которском муниципалитете, между городами Будва и Тиват, примерно в 5 км от Тиватского аэропорта.
Население составляет немногим более 100 человек, большая часть — сербы. Основная деятельность — рыболовство. Из достопримечательностей — церковь Св. Николая